# Penegal
Il Penegal o monte Penegal (Penegal anche in tedesco) è un evidente rilievo delle Alpi Retiche meridionali facente parte della Costiera della Mendola nelle Alpi della Val di Non. La sua altezza è di 1.737 m s.l.m..
Situato a nord del passo della Mendola, nei pressi di Ruffré, funge da confine geografico tra le provincie di Trento e Bolzano esattamente tra la Val di Non e la Bassa Atesina.

## Caratteristiche
È caratterizzato da un fianco orientale che precipita sulla valle dell'Adige e da un digradare dolce sul suo versante occidentale, conformazione comune nelle montagne della Costiera della Mendola che sono state modificate da ghiacci.
Dalla sommità si godono grandiosi panorami su Bolzano, sulle Dolomiti (da nord: Odle, Sciliar, Catinaccio e qualche propaggine del Latemar), sul Lagorai e le Alpi orientali (da nord: parte del Gruppo di Tessa, la Catena delle Maddalene, parte del gruppo Ortles-Cevedale e buona parte delle Dolomiti di Brenta), sui laghi di Caldaro, di Monticolo e di Santa Giustina sulla bassa atesina e tutta la Val di Non.

## Accessi
Gli accessi tramite i quali si raggiunge la sommità del monte Penegal sono principalmente 3:
- la vetta è raggiungibile in automobile tramite una strada asfaltata di 3,9 km che parte dal passo della Mendola (1363 m s.l.m.). Vi si trovano un albergo, una torre di osservazione e diversi ripetitori televisivi. Se si vuole raggiungere la cima dal passo della Mendola si può seguire il sentiero che taglia i primi tornanti e infine segue la carreggiata. Facile camminata di poco più di un'ora per coprire il dislivello di 374 metri;
- la vetta è raggiungibile a piedi (o d'inverno con ciaspole o sci) si può raggiungere la vetta percorrendo uno dei sentieri più battuti che parte dalle Regole di Malosco, a 1325 metri di quota. Sale lungo la forestale n. 508, a destra del parcheggio situato prima della rampa che sale al rifugio Falchetto. La strada penetra nel bosco con andamento sinuoso sino alla malga Malosco, metri 1550. La forestale conduce infine sino alla base delle vecchie piste da sci che conducono sino alla cima. Il dislivello totale è di 430 metri, l'esposizione è ad ovest. L'ascesa è facile e breve, salvo particolari condizioni della neve. L'itinerario si sviluppa su pendenze costanti;
- si può inoltre raggiungere la cima in attraversata dal monte Macaion con partenza quindi dai pressi della frazione di Tret (1162 m s.l.m. nel comune di Fondo). Questo tracciato, che è più lungo dei precedenti, richiede almeno 3 ore di camminata per colmare il dislivello di 575 metri.

## Galleria d'immagini

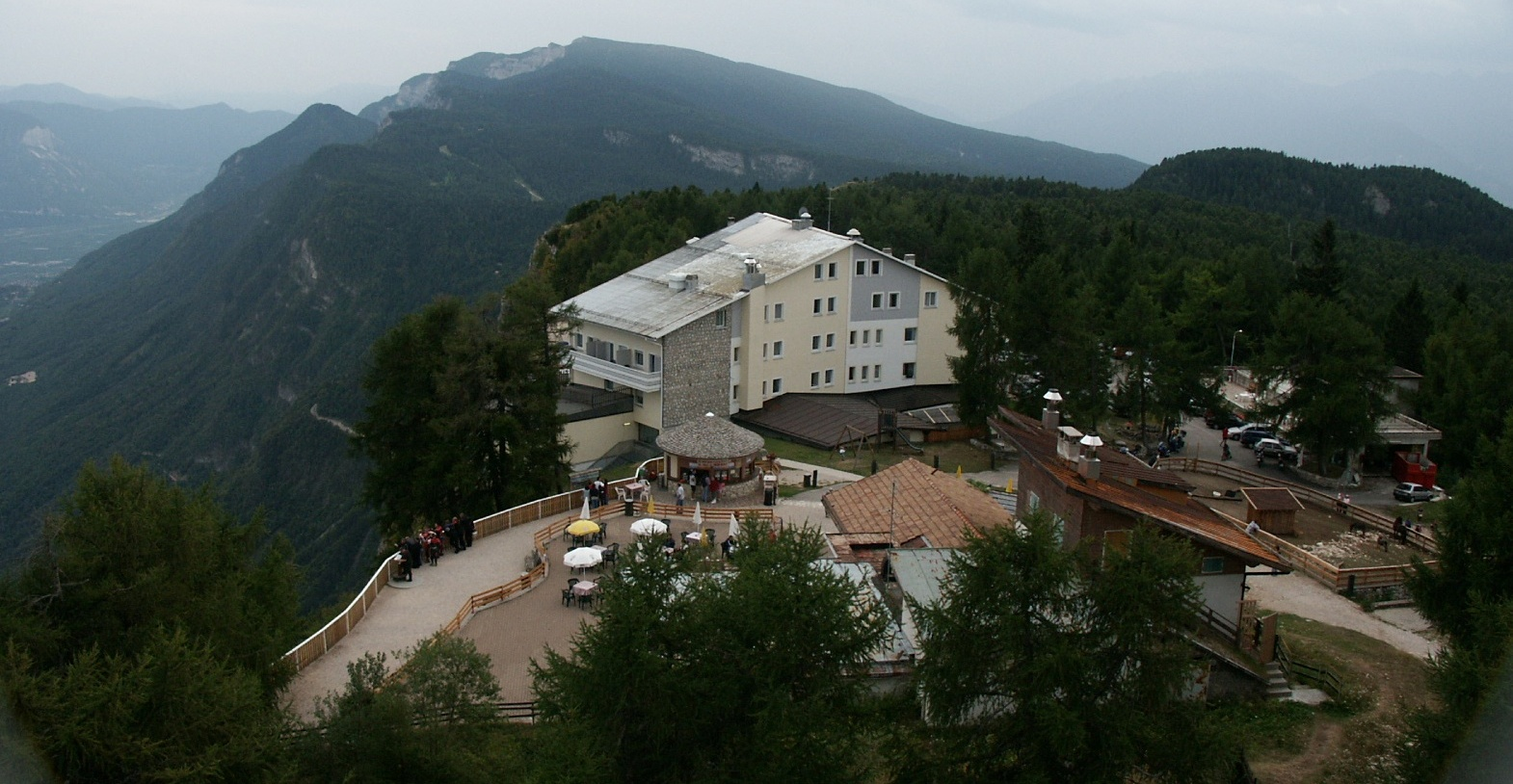
Vetta del Penegal.
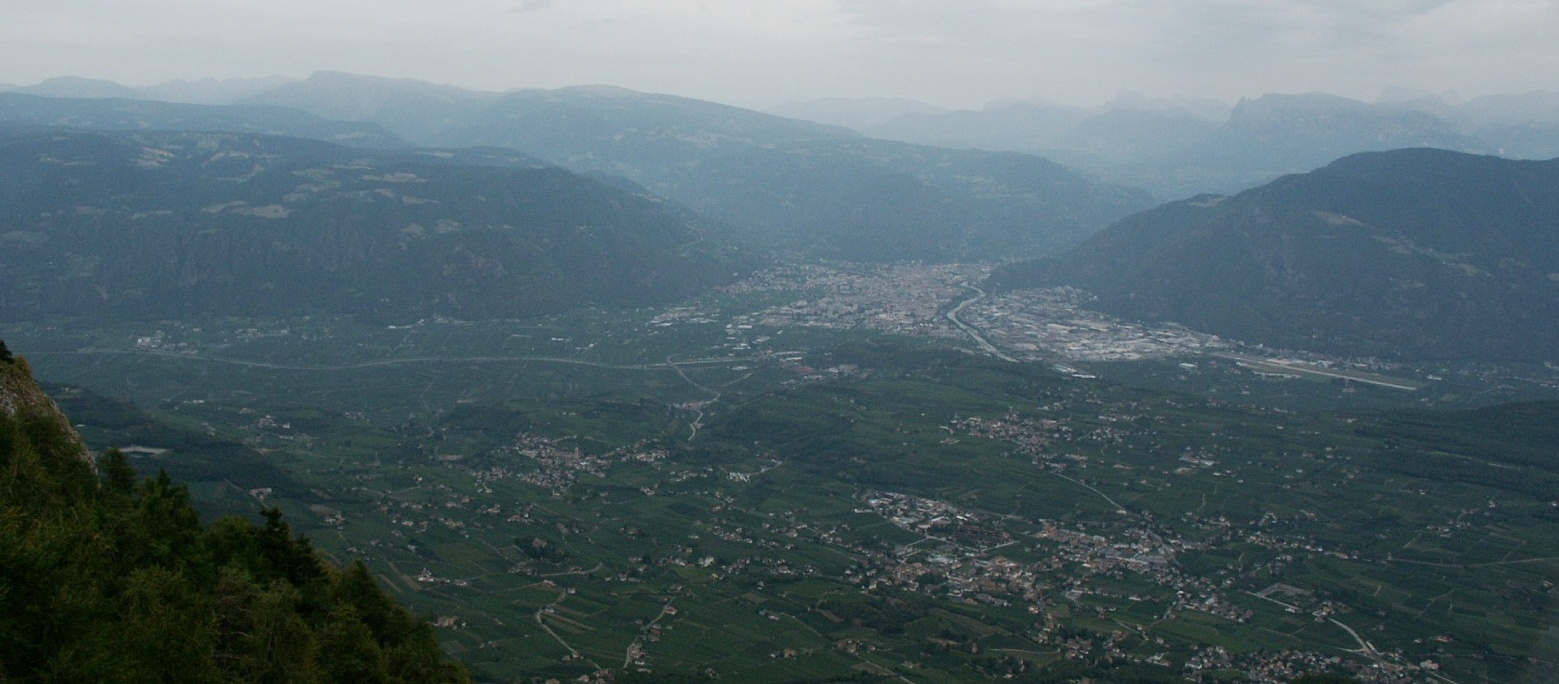
Vista della conca di Bolzano.
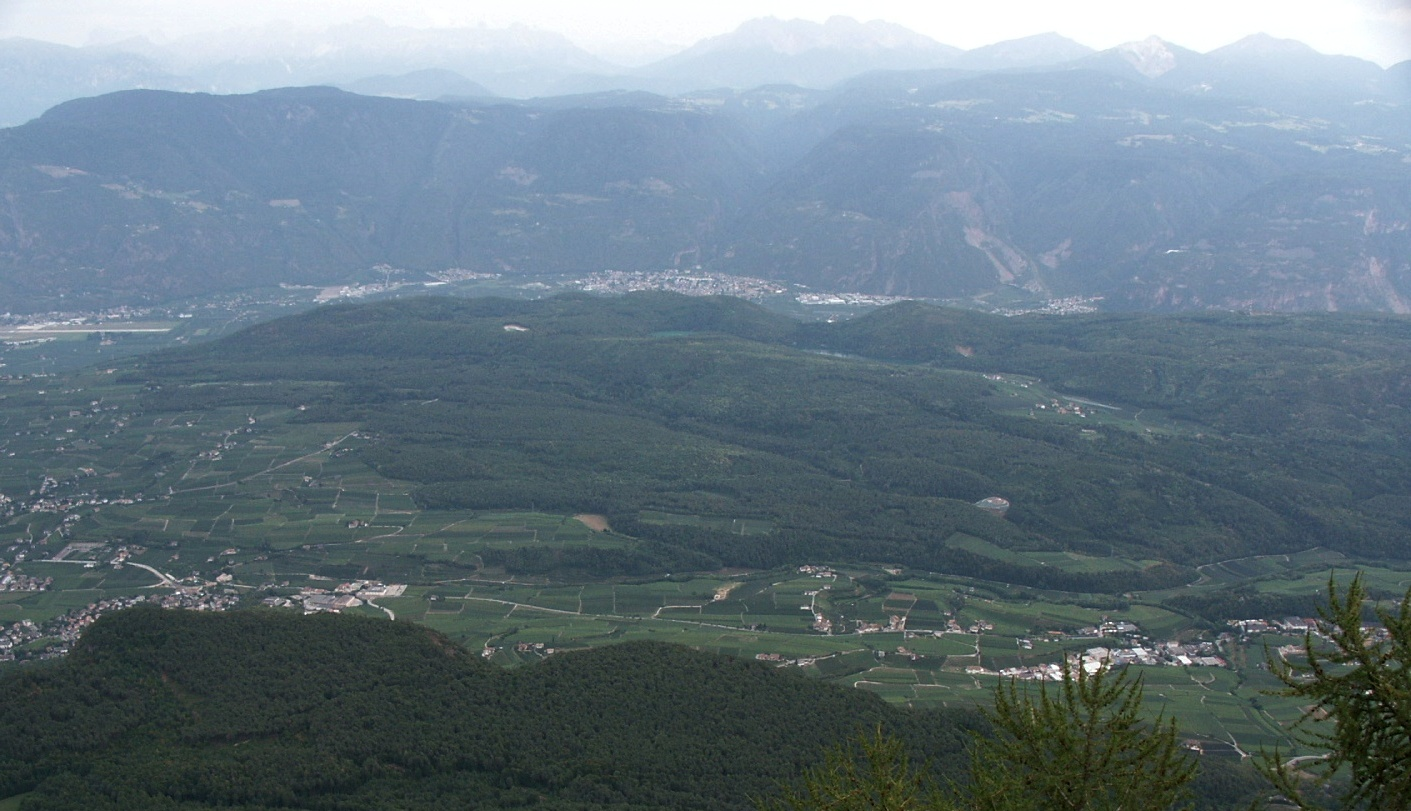
Vista di Monticolo e Laives.
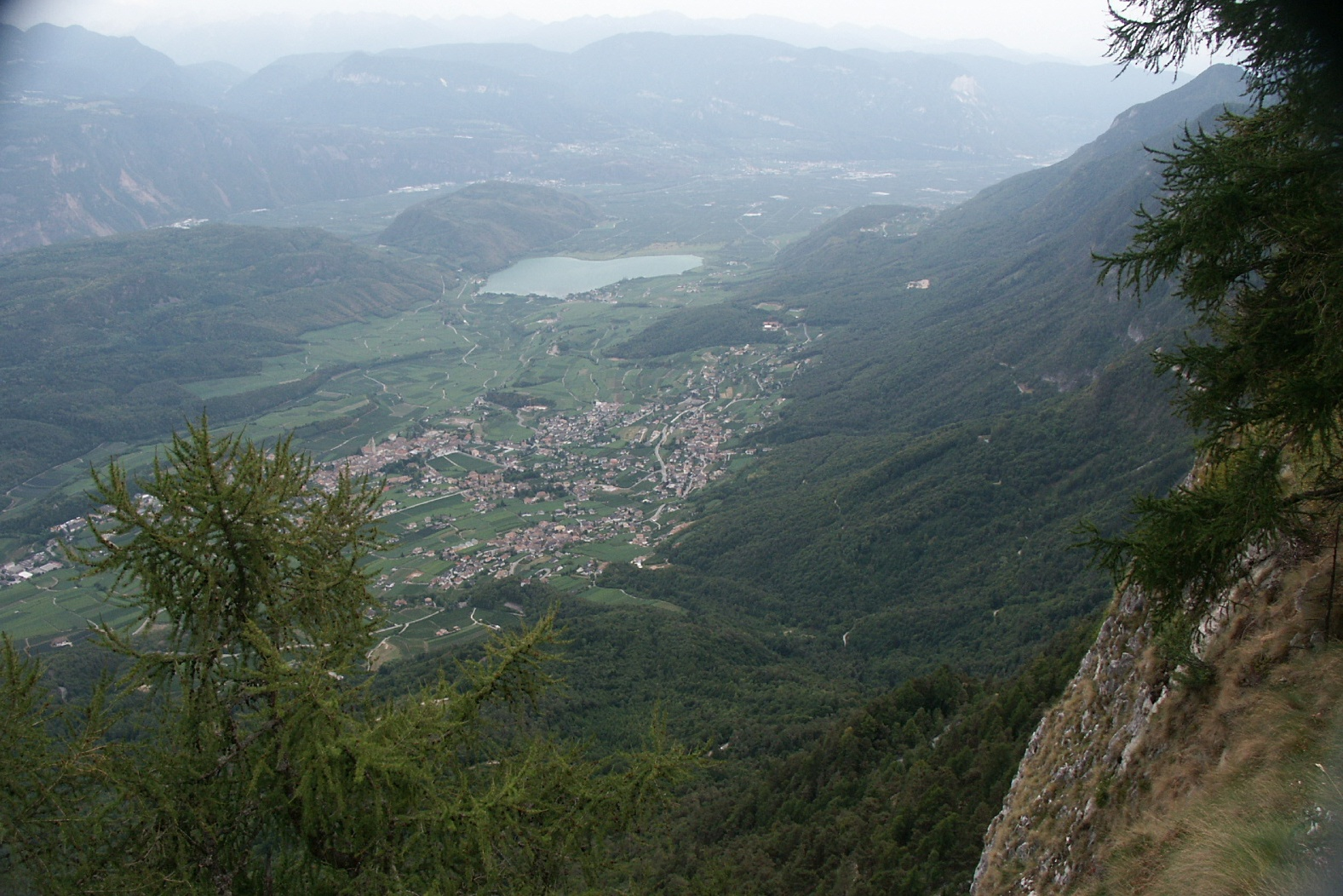
Vista dell'Oltradige, con Caldaro e il suo Lago.
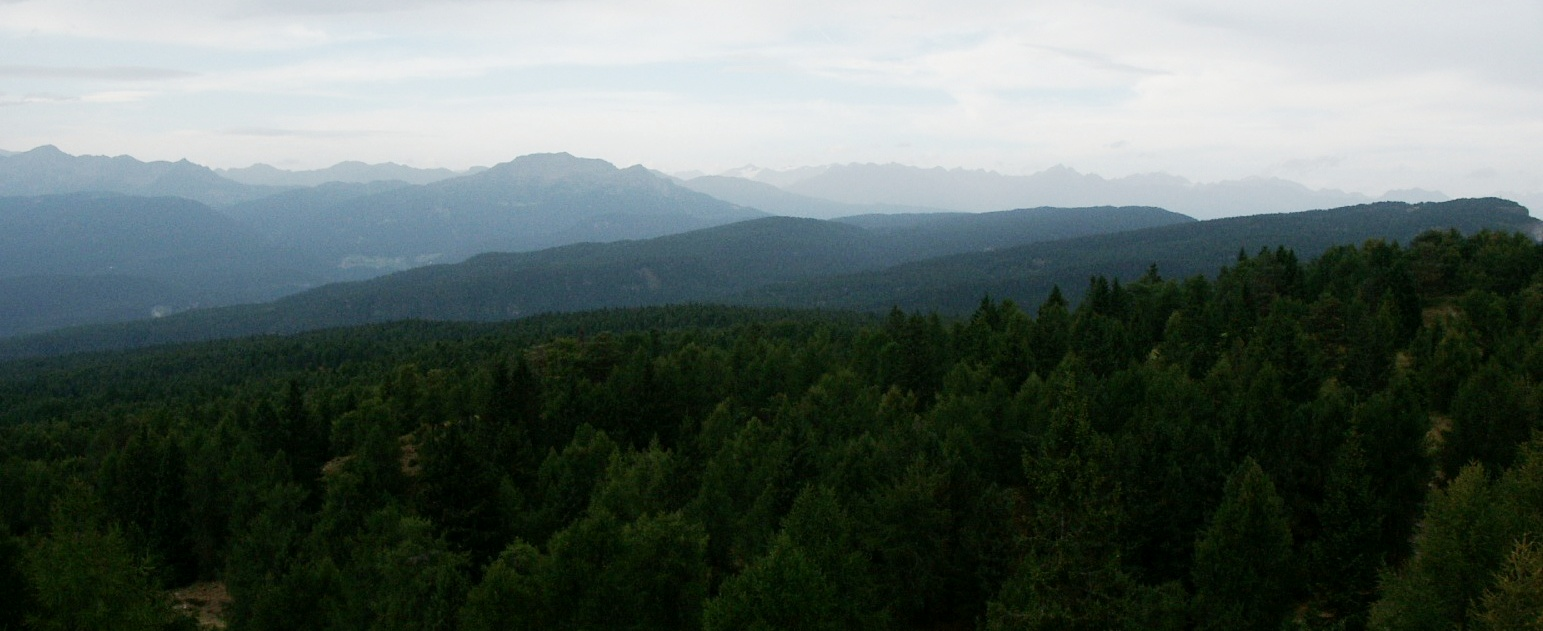
Vista verso la Valle di Non.